# Pachydema cartereaui
Pachydema cartereaui är en skalbaggsart som beskrevs av Leon Fairmaire 1868. Pachydema cartereaui ingår i släktet Pachydema och familjen Melolonthidae. Inga underarter finns listade i Catalogue of Life.